# IC 2421
IC 2421 је спирална галаксија у сазвјежђу Рак која се налази на листи објеката дубоког неба у Индекс каталогу.
Деклинација објекта је + 32° 40' 50" а ректасцензија 8h 54m 21,5s. Привидна величина (магнитуда) објекта IC 2421 износи 13,3 а фотографска магнитуда 14,0. IC 2421 је још познат и под ознакама UGC 4658, MCG 6-20-13, CGCG 180-19, IRAS 08512+3252, KUG 0851+328A, KCPG 178A, PGC 24996.